# Kinji Fukasaku
Kinji Fukasaku (深作欣二 Fukasaku Kinji?,  3 de julio de 1930 – 12 de enero de 2003) fue un actor, guionista y director de cine japonés. Nacido en Mito (prefectura de Ibaraki) es conocido por haber dirigido uno de los segmentos japoneses de la película Tora! Tora! Tora! (1970), películas sobre la yakuza como Jingi Naki Tatakai (Batallas sin honor ni humanidad) (1973) o sobre samuráis como Yagyū Ichizoku no Inbō (Kang samurai) (1978) y, especialmente, por la controvertida película Battle Royale (2000).
A lo largo de su trayectoria recibió 24 premios, incluidos los Kinema Junpō en varias ocasiones, y los de la Academia de cine japonesa quien le otorgara un premio honorífico por su carrera. En 1997 obtuvo la Shiju hosho, medalla de honor de cinta púrpura de Japón, por sus contribuciones cinematográficas. Falleció en 2003, debido a un cáncer de próstata, en Tokio.

## Biografía

### Formación y primeros años
En 1945 cuando tenía 15 años, durante la Segunda Guerra Mundial, Fukasaku fue obligado a trabajar en la fabricación de munición junto con el resto de sus compañeros de clase hasta que un día fueron tiroteados por la artillería durante un bombardeo estadounidense. Como no podían escapar de la línea de fuego los chicos se ocultaron bajo los cadáveres de sus compañeros muertos para sobrevivir. En ese momento, Fukasaku entendió que el gobierno japonés estaba engañando a la población sobre la realidad de la guerra y ello le llevó a tener una visión amarga de la realidad que le marcaría en el futuro. El resto de su formación se completó graduándose por la Facultad de Educación de la Universidad de Ibaraki y por la Facultad de Artes de la Universidad Nihon.

### Carrera cinematográfica

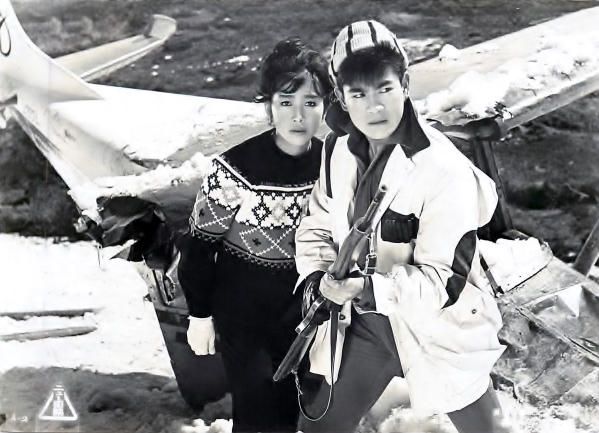
Fotograma de Fūraibō tantei: akai tani no sangeki (1961) la película debut del director

Vinculado durante casi toda su carrera profesional a los estudios Toei, en los que accedió en 1953, desarrollando labores como asistente de dirección y debutando como director en 1961 con las películas de acción Fûraibô tantei: Akai tani no sangeki y Fûraibô tantei: Misaki o wataru kuroi kaze. Durante estos primeros años de trayectoria realizó numerosas películas de acción y de cine negro que paulatinamente le granjearon cierta popularidad.
La primera película de relevancia internacional en la que participó fue la codirección, junto con Toshio Masuda y Richard Fleischer, de la película bélica Tora! Tora! Tora! (1970). El proyecto inicialmente estaba escrito y dirigido por Akira Kurosawa pero, tras tres semanas de rodaje, la productora decidió prescindir de Kurosawa. Fukasaku y Masuda completaron el rodaje del segmento japonés de la película que obtuvo una amplia repercusión y positivas valoraciones entre la crítica.
Sin embargo, una de las  de género yakuza titulada Batallas sin honor ni humanidad (Jingi Naki Tatakai) con la que inició una serie de películas conocida como The Yakuza Papers integrada por un total de cinco obras. La película revolucionó este género tan característico del cine japonés porque, hasta ese momento, las películas de yakuza habían procurado dar una imagen noble y honorable del crimen organizado en Japón. En cambio, Batallas sin honor ni humanidad se trata de una película ultraviolenta, rodada en un estilo muy próximo al del documental, ambientada en los tristes, caóticos y cruentos años de la Hiroshima de posguerra.

Mi contribución al desarrollo del cine japonés fue la abolición del star system. La tradicional película de yakuza pintaba una
clara diferencia entre el bien y el mal. El público podía saber por anticipado quién era el héroe y quién era el villano de acuerdo con los actores que tenía enfrente”
Kinji Fukasaku 

Tras la serie The Yakuza Papers Fukasaku destacó por la realización de varias películas de corte futurista, como Virus (1980). Sin embargo, su obra más famosa Battle Royale (Batteru Royaru), considerada una obra de culto, se trata de una película ultraviolenta ambientada en un Japón, agobiado por el paro y la violencia en los centros de enseñanza, en la que el gobierno decide crear un juego por el que unos adolescentes elegidos al azar son enviados a la fuerza a una isla para que luchen entre ellos hasta la muerte. El vencedor del juego será el joven que logre quedar como único superviviente. Battle Royale tuvo un gran éxito de taquilla lo que llevó a Fukasaku a iniciar una secuela Battle Royale II: Réquiem (2003). Debido a su fallecimiento al cursar cáncer de próstata durante el rodaje el proyecto fue completado por su hijo Kenta Fukasaku.

"La existencia de los jóvenes en la actualidad en este mundo presenta diferentes problemas. Para ellos mismos y para los demás, para los adultos.(...) Soy plenamente consciente de que hay una brecha generacional entre mi posición y la de esos jóvenes. La forma en que llenamos este vacío fue uno de los problemas con los que tuvimos que lidiar durante el rodaje real de esta película."
Kinji Fukasaku 

## Influencia
La obra de Fukasaku es considerada una influencia para realizadores como Quentin Tarantino, Takeshi Kitano, John Woo, Takashi Miike o Kiyoshi Kurosawa. Con un estilo técnica y formalmente duro Fukasaku muestra en sus películas una visión nihilista y desencantada con personajes marcados por la marginación social, la pobreza y la violencia.

## Filmografía
- Fūraibō tantei: Akai tani no sangeki (1961)
- Fūraibō tantei: Misaki wo wataru kuroi kaze (1961)
- Fankii hatto no kaidanji (1961)
- Fankii hatto no kaidanji: Nisenman-en no ude (1961)
- Hakuchu no buraikan (1961)
- Hokori takaki chosen (1962)
- Gyangu tai Jii-men (1962)
- Gyangu domei (1963)
- Jakoman to Tetsu (1964)
- Okami to buta to ningen (1964)
- Odoshi (1966)
- Kamikaze yarō: Mahiru no kettō (1966)
- Hokkai no Abare Ryū (1966)
- Kaisanshiki (1967)
- Bakuto kaisanshiki (1967)
- Kurotokage (Black Lizard) (1968)
- Kyokatsu koso waga jinsei (Blackmail Is My Life) (1968)
- Gamma daisan go: Uchu dai sakusen (The Green Slime) (1968)
- Kurobara no yakata (Black Rose Mansion) (1969)
- Nihon boryoku-dan: Kumicho (1969)
- Chizome no daimon (1970)
- Kimi ga Wakamono nara (If You Were Young: Rage) (1970)
- Tora! Tora! Tora! (1970)
- Bakuto gaijin butai (Sympathy for the Underdog) (1971)
- Street Mobster (1972)
- Under the Flag of the Rising Sun (1972)
- Batallas sin honor ni humanidad (1973)
- Graveyard of Honour (1975)
- Invasores del espacio (1978)
- Virus (Fukkatsu no Hi) (1980)
- Makai Tensho (1981)
- Fall Guy (1982)
- Legend of the Eight Samurái (1983)
- Battle Royale (2000)
- Battle Royale II: Réquiem (2003)